# Samsung L700
A Samsung SGH-L700-as tipusú mobiltelefont 2008 augusztusa környékén kezdték el árusítani Magyarországon. A mobil 2 megapixeles ledes vakuval ellátott kamerát, QVGA felbontású második kamerát, 3G-támogatást, microSD-bővíthetőséget, Bluetooth 2.0-t  kapott. A telefon mind a három ismert magyar telefonszolgáltatónál kapható volt.

## Külső hivatkozások
- Megérkezett a fémes Samsung L700